# ستيف براون (لاعب دارت بريطاني)
ستيف براون (بالإنجليزية: Steve Brown)‏ هو لاعب دارت بريطاني، ولد في 25 يناير 1981 في برستل في المملكة المتحدة.

## وصلات خارجية
- ستيف براون على موقع DartsDatabase.co.uk (الإنجليزية)